# Ценестезија
Ценестезија је обично недовољно јасан и неописив осећај сопственог тела, његове целовитости и функционалности. Сматра се да је ценестезија саставни део идентитета личности. Због тога сигнали о променама унутрашњег телесног стања, у мањој или већој мери, утичу на поремећај идентитета. Поремећаји ценестезије називају се ценестопатије, а испољавају се у необичним доживљајима сопственог тела, што је пратилац различитих поремећаја а посебно хипохондрије.